# 美丽弯果杜鹃
美丽弯果杜鹃（学名：Rhododendron campylocarpum sp. caloxanthum）为杜鹃花科杜鹃花属下的一个亚种。